# NN-147
La carretera NN‑147 es una vía departamental secundaria que recorre parte del municipio de San Francisco Libre, en el departamento de Managua. Su propósito es conectar la zona lacustre de Puerto Díaz con comunidades agrícolas ubicadas más al sur del municipio.

## Trazado y cruces
| km  | Localidad / Punto | Departamento | Conexión / Ruta           |
| --- | ----------------- | ------------ | ------------------------- |
| 0,0 | Puerto Díaz       | Managua      | NN 146                    |
| 3,7 | San Benito        | Managua      | Camino rural              |
| 8,4 | Tamarindo         | Managua      | Fin de ruta departamental |

## Coordenadas
Uno de los tramos de la NN‑147 puede ser encontrado en las coordenadas: 12°01′59″N 86°08′44″O / 12.0330, -86.1455